# Michael Palin
Michael Edward Palin (ur. 5 maja 1943 w Sheffield) – brytyjski aktor komediowy, scenarzysta i podróżnik, a także kompozytor, autor tekstów, piosenkarz i producent filmowy. W 2019 otrzymał tytuł honorowy Sir.

## Życiorys
Najmłodszy z Pythonów, którego określano często mianem „ten miły”. Studiował w Oksfordzie, gdzie poznał Terry’ego Jonesa, swego późniejszego współpracownika w pisaniu tekstów skeczy do Latającego cyrku Monty Pythona. Napisali też razem serię Ripping Yarns (Klawe opowiastki/Nie ma mitu bez kitu).
Ich skecze, bardziej niż te autorstwa pozostałych, skupiały się na jednej zabawnej, dziwacznej sytuacji, następnie rozbudowywanej. Przykładem jest skecz o Hiszpańskiej Inkwizycji z „Latającego cyrku” i o panu Creosocie z Sensu życia. Rozpoczynają się one w codziennej życiowej sytuacji, w którą nagle wprowadzony zostaje nieoczekiwany, nieprzewidywalny, łobuzerski element (Hiszpańska Inkwizycja, groteskowy grubas). Od tej chwili Palin i Jones kreują już niewiarygodnie głupie, ekstremalne wydarzenia, na przykład „torturowanie” staruszki za pomocą poduszek, karmienie przez Cleese’a w roli kelnera grubego pana Creosote’a do momentu gdy ten pęka z przejedzenia, rozbryzgując wymiociny po całej sali restauracyjnej.
Palin usiłował zerwać z etykietką „miłego”, występując w dokumentalnych serialach podróżniczych własnego autorstwa, m.in.: Od bieguna do bieguna z Michaelem Palinem, Dookoła Pacyfiku z Michaelem Palinem czy Michaela Palina przygoda śladami Ernesta Hemingwaya, w których często znajdował się w ekstremalnych warunkach i bezkompromisowych sytuacjach. Jest autorem bestsellerowych książek podróżniczych: W 80 dni dookoła świata, Od bieguna do bieguna, Dookoła Pacyfiku, Michaela Palina przygoda śladami Ernesta Hemingwaya, Sahara, Himalaje i Nowa Europa, a także powieści: Krzesło Hemingwaya oraz Prawda.
Występował w wielu filmach fabularnych, niekiedy wraz z innymi Pythonami. W filmie Amerykańscy przyjaciele odtworzył autentyczny epizod z życia swojego pradziadka.
W 2006 roku Michael Palin wystąpił w skeczu lubelskiego kabaretu Ani Mru Mru, w efekcie współpracy przy produkcji filmu Michael Palin New Europe (serial BBC o nowych krajach Unii Europejskiej).

## Wybrane publikacje
- W 80 dni dookoła świata (Around the World in 80 Days), 1989, ISBN 0-563-20826-0
- Od bieguna do bieguna (Pole to Pole), 1992 ISBN 0-563-37065-3
- Full Circle, 1992 ISBN 0-563-37121-8
- Michaela Palina przygoda śladami Ernesta Hemingwaya[3], 1999, ISBN 0-297-82528-3
- Sahara, 2002 ISBN 0-297-84303-6
- Himalaje (Himalaya), 2004 ISBN 0-297-84371-0
- Nowa Europa (New Europe), 2007 ISBN 0-297-84449-0
- Brazylia (Brazil), 2012 ISBN 0-297-86626-5
- Korea Północna. Dziennik Podróży (North Korea Journal), 2019 ISBN 978-1786331908
- Monty Python. Autobiografia według Monty Pythona[4], 2003 ISBN 0-7528-5293-0
- Krzesło Hemingwaya (Hemingway's Chair), 1995, ISBN 0-7493-1930-5
- Prawda (The Truth), 2012 ISBN 978-0297860211
- Erebus: The Story of a Ship, 2018 ISBN 978-1847948120
- Erebus: One Ship, Two Epic Voyages, and the Greatest Naval Mystery of All Time, 2018 ISBN 978-1771644419

## Wybrana filmografia
- Monty Python i Święty Graal (Monty Python and the Holy Grail 1975)
- Jabberwocky (1977)
- Żywot Briana (Life of Brian 1979)
- Bandyci czasu (Time Bandits 1981)
- Misjonarz (The Missionary 1982)
- Sens życia według Monty Pythona (The Meaning of Life 1983)
- Prywatne zajęcia (A Private Function 1984)
- Brazil (1985)
- Rybka zwana Wandą (A Fish Called Wanda 1988)
- Amerykańscy przyjaciele (American Friends 1991, także scenariusz)
- Lemur zwany Rollo (Fierce Creatures 1997)